# تپهٔ دایناسور
تپهٔ دایناسور (انگلیسی: Cal Orck'o) یک بستر فسیلی در بولیوی است. این مکان در یک معدن تقریباً ۴٫۴ کیلومتری شمال غربی سوکره (استان چوکیساکا)، بولیوی، در کوردیلرا اورینتال (آلتپلانوی کوردیلرا اورینتال) و در کنار ال مولینو (ماستریختین میانی) قرار دارد. این بستر از آهک فسیل‌دار اوالیتی تشکیل شده است و با استروماتولیت‌های بزرگ آب شیرین همراه است. این بستر محیطی دریاچه‌ای باز را به نمایش می‌گذارد و دارای نه لایه از ردپای دایناسور‌ها (فسیل‌های ردی) است.

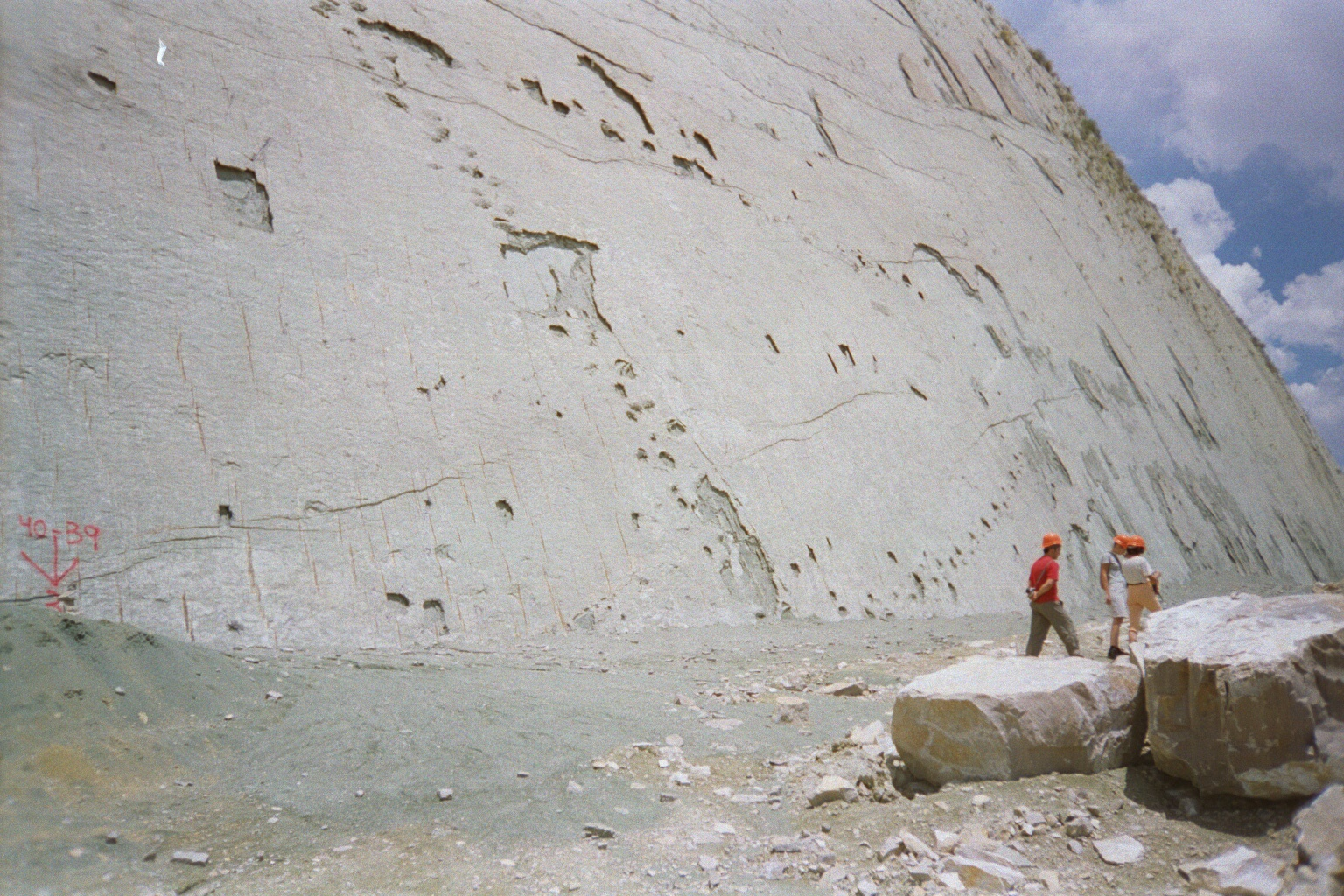
ردپای فسیلی دایناسوران ۱

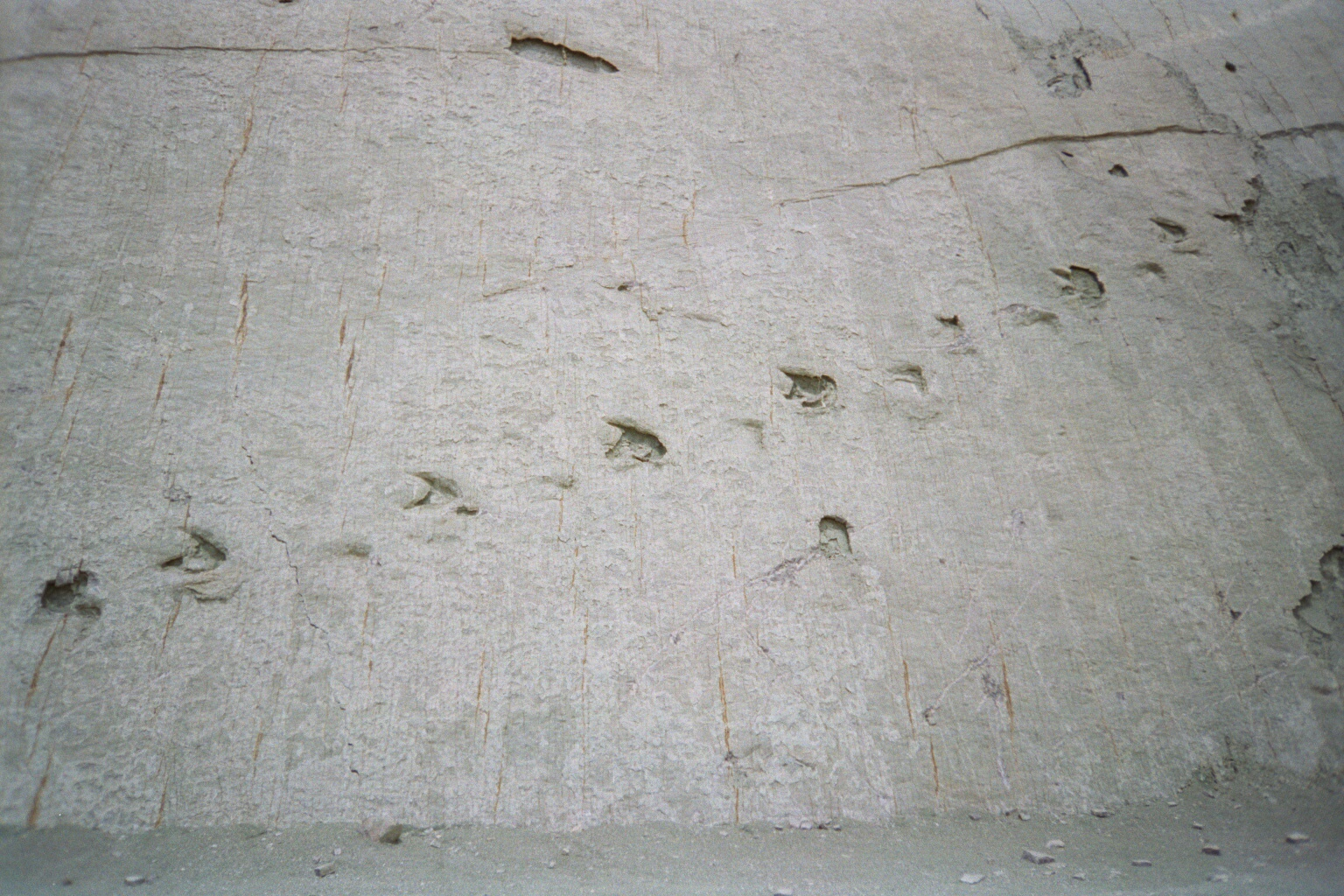
ردپای فسیلی دایناسوران۲